# Merz (musiker)
Merz är artistnamnet för Conrad Lambert, en brittisk singer-songwriter. Han skivdebuterade 1999 med det självbetitlade albumet Merz och gav 2006 ut uppföljaren Loveheart. Hans tredje studioalbum Moi et Mon Camion gavs ut 2008. År 2012 släpptes hans fjärde studioalbum No Compass Will Find Home och 2015 släpptes hans femte studioalbum, Thinking Like A Mountain. 
Namnet Merz tog han från en begagnad tysk arméjacka i vars krage namnet C Conrad Merz var inpräglat.[källa behövs]

## Diskografi

### Studioalbum
- 1999 – Merz (Epic Records)
- 2006 – Loveheart (Grönland Records)
- 2008 – Moi et Mon Camion (Grönland Records)
- 2012 – No Compass Will Find Home (Accidental Records)
- 2015 – Thinking Like A Mountain (Accidental Records)

### Fotnoter
1. ↑  Filing History | Director resigned, Companies House (på engelska), 2 december 2004, läs online.[källa från Wikidata]

### Webbkällor
- Merz på Allmusic (engelska)